# ピッチングマシン

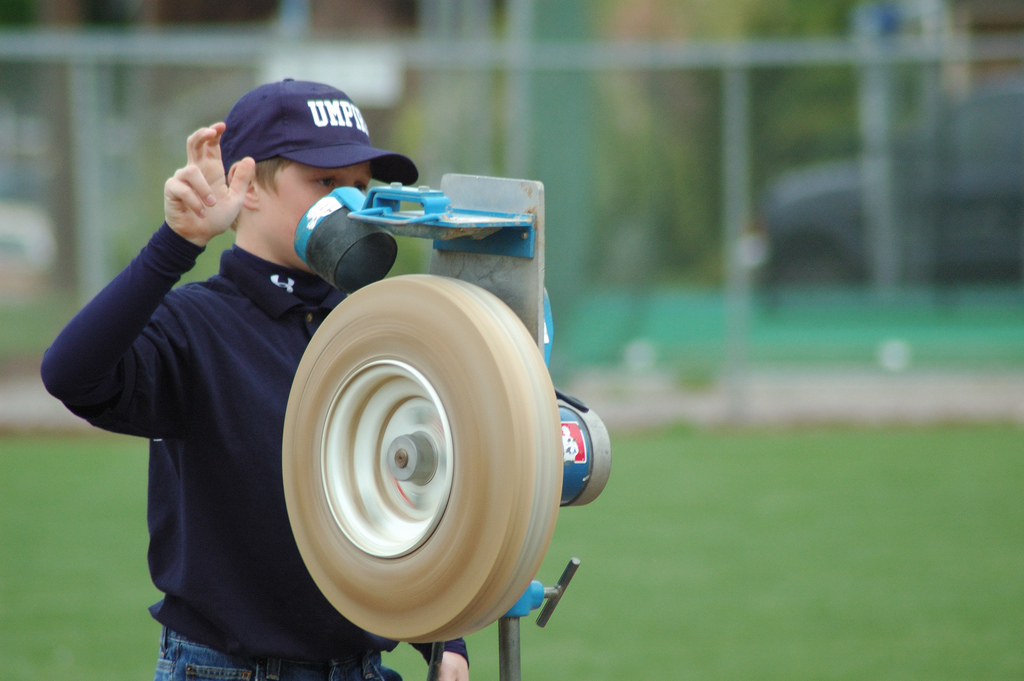
ホイール式ピッチングマシン

ピッチングマシン（、別称:バッテングマシン、略称:マシン）は投手に代わり自動的に投球を行う機械である。野球やソフトボールの打撃練習をする際に用いられ、機種によっては球速や球種を変化させることができる。トスバッティング専用の機種のことはトスマシンと呼ぶ。

## 歴史

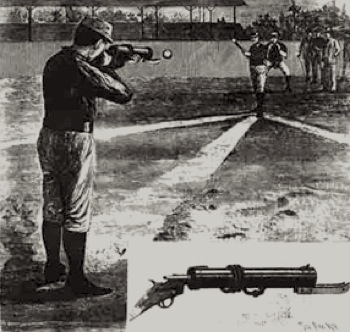
チャールズ・ハワード・ヒントンが開発した火薬式ピッチングマシン（1897年ごろ）

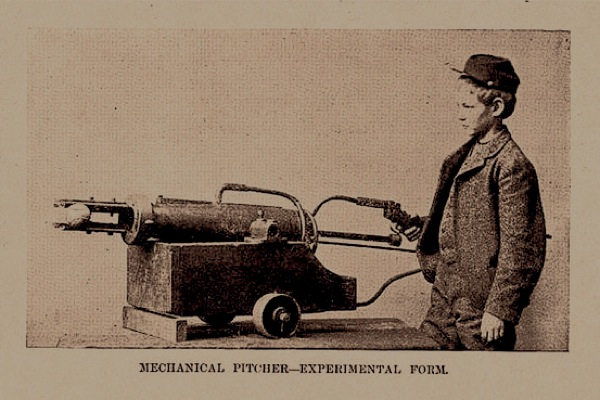
同上

1897年、数学者のチャールズ・ハワード・ヒントンはプリンストン大学野球部のために火薬式ピッチングマシンを開発した。しかしこの機械は数件の事故を起こしたため、ヒントンは同年の内に大学を免職になってしまった。しかしながら、この機械は火薬量を調整することによって球速を調整することができ、さらに発射口にゴムで覆った鉄製の突起を取り付けることによってカーブを投げることもできた。ヒントンはその後1900年まで助教授として働いたミネソタ大学にこの機械を紹介した。
1909年までにはアーム式の機構を持つクリケット練習用のものが開発されており、1921年までにはエアー式のマシーンが開発された。ただ、空気銃の応用の原理で、実用化には程遠いものであった。
1947年には当時ロサンゼルス・ドジャースGMであったブランチ・リッキーが、プロのキャンプにアーム式ピッチングマシーン「オーバーハンド・ジョー」を導入した。
1950年（昭和25年）4月1日、昭和天皇が京都大宮御所に行幸中、ピッチングマシンを御覧になったとする記録が残る。
1958年（昭和33年）には、関東学院大学斉藤八雄講師（当時）が「型式KS-P型」及び「型式AR型」をカタパルト式で発明した。1分間に12球の直球を投げることが可能である。重要なのは変化球を投球することが可能となった事である。「機械遺産109号」に認定された。
1993年にはスクリーンに映し出されたプロ野球の投手の投球フォームに合わせてボールを発射し、あたかもプロ野球の投手と対戦しているかのような擬似体験ができる機種が開発された。

## 機構とデザイン
ピッチングマシンには様々な機構・デザインのものがある。カタパルト式、アーム式、ホイール式・エアー式があるが、最も一般的なタイプはアーム式のものと、ホイール式の二種類である。近年、圧縮空気を使用するエアー式のものが次世代型ピッチングマシンとして開発され、市販化に成功した。。
ばねの力を利用するアーム式のものは打撃タイミングが取りやすく、実際の投手の投球に近い感覚で打撃練習ができる。しかし、様々な球種を投げることができず、オーバーハンド投手の球筋しか再現できないという欠点がある。一方、一つから三つの車輪（ホイール）の回転力を利用するホイール式のものは様々な球種や球筋を再現することができ、また発射口の角度を変えることによってフライやゴロの打球を再現し、守備練習を行うこともできるが、高速回転するホイールに指を巻き込んで怪我をするおそれがあったり、打撃タイミングが取りにくいという欠点がある。エアー式ピッチングマシンはコントロールが良く、機械的可動部が少なく安全性に優れるが、発射音が大きいという欠点がある。
球速の設定や球種の設定などを変更する際、長らく手動による調整（機械の向きを手動で調節したり、バネの変更やモーター回転数をボリュームで調節するなど）が行われていたが、2010年ごろから自動制御技術を利用した製品が開発されるようになった。自動制御マシンでは、ボタンやタッチパネル等により球種などを選択すると、そのボールが投げられるようマシンがモーター回転数や発射口の調整を自動で行うため、使用者は煩雑な手動調整を行わずに済むようになった。自動制御方法にはあらかじめ記憶した設定を呼び出す方式の他、ニューラルネットワーク（人工知能の一種）を利用した方式のものもある。

## 使用法
ピッチングマシンは打撃投手を必要とせず、少人数でも打撃練習ができるため、野球とソフトボールの練習に広く使用されている。また、ピッチングマシンと網を設置した場所のことを「バッティングケージ」といい、娯楽用のバッティングケージのことをバッティングセンターと呼ぶ。打者はバッティングケージやバッティングセンターを利用することで野手の協力や球拾いをすることなく多くの投球を打ち返すことができる。
また、まだ肩やひじの関節や筋肉が発達段階にある小学校レベルにおいては、野球肘などのスポーツ障害を予防するためにピッチングマシンを用いて試合を行うこともある。
価格は数千円のものから、数百万円のものまで様々である。

## メーカー
以下のメーカーがピッチングマシンの製造販売を行っている。
- 共和技研株式会社　エアー式ピッチングマシン　トップガン　－TOPGUN－
- エスエスケイ
- オール・ルーターズ
- キンキクレスコ
- ジャイロ技研
- 日本JUGS
- シルバー精工
- スナガ開発
- ゼット
- 田中電機
- トーテム
- ハイゴールド
- ホーマー産業
- ボールパークドットコム
- 株式会社西野製作所
- ニッシンエスピーエム
- ミズノ
- ルイビル・スラッガー
- スポーツワンインターナショナル株式会社
- 株式会社吉田加工所

## 野球以外での使用
- 1960年代に日本共産党・民主青年同盟と全共闘の対立が激化すると、民青はピッチングマシンとサーチライトを使って全共闘学生が籠城する建物を襲撃した[14]。
- 1976年10月12日、皇居平川門前で火炎瓶とピッチングマシンを載せた自動車が警察に押収された。過激派の一部が、ピッチングマシンで火炎瓶を皇居内に投げ込む計画を立てていたものだが、装置が直前に故障して未遂に終わったもの[15]。
- 高層ビルの初期消火用として、東京消防庁の消防防災ヘリコプターには防犯用のカラーボールの中身を消火材に変えた消火弾を、ピッチングマシンで射出する装置を搭載できるものがある[16][17]。